# QuakeML
Quake Markup Language (QuakeML) è un formato di dati basato su XML flessibile, estensibile e modulare pensato per la trasmissione di dati sismologici (ad es. epicentro, ipocentro, magnitudo, ecc...) e destinato a coprire un'ampia gamma di ruoli nella moderna sismologia.
L'approccio di QuakeML consente estensioni dello standard per rappresentare dati delle forme d'onda, informazioni macrosismiche, funzioni di densità di probabilità, distribuzioni di scorrimento, mappe di scuotimento e altro.
QuakeML è uno standard aperto e viene sviluppato in modo collaborativo da un team.

## Sviluppo
QuakeML viene sviluppato parallelamente ad una rappresentazione UML del modello dati. Questo permette uno sviluppo software che utilizza il modello di classe UML insieme ad un profilo UML personalizzato. La descrizione XML Schema (XSD) viene creata automaticamente dal modello UML con l'aiuto di tag che descrivono la mappatura dagli attributi della classe UML alla rappresentazione XML.
La descrizione UML / XMI può essere utilizzata come base per la creazione automatica di una libreria di classi. I linguaggi di programmazione adatti sono, ad esempio, Python, C ++ e Java. In questo approccio, scrivere e leggere documenti QuakeML equivale a serializzare / deserializzare oggetti QuakeML nella loro rappresentazione XML.
La definizione del linguaggio QuakeML integra la possibilità di integrare metadati nei dati e facilitare lo scambio di metadati tra fornitori distribuiti di dati. A questo scopo QuakeML propone un formato basato su URI per identificatori univoci e indipendenti dalla posizione delle risorse sismologiche che vengono assegnati dalle autorità di denominazione. QuakeML si propone di creare una rete di istituzioni di registro che offrono servizi web per la risoluzione degli identificatori di risorse nelle corrispondenti descrizioni di metadati RDF / XML e fornisce inoltre servizi per la ricerca sui metadati delle risorse.

## Versione 1.2
La versione 1.2 è l'ultima stabile di QuakeML. Questa è la versione che viene utilizzata per le query ai servizi della International Federation of Digital Seismograph Networks ed è supportata dai data center di tutto il mondo, come il Portale sismico europeo.

## Versione 2.0
QuakeML 2.0 sarà la prossima versione. QuakeML fino alla versione 1.2 forniva solamente una descrizione di base degli eventi sismici, mentre dalla 2.0 saranno disponibili molti nuovi pacchetti, attualmente in fase di sviluppo.

## QuakePy
QuakePy è un pacchetto Python progettato come un insieme di strumenti per analisi statistiche di dati sismologici codificati utilizzando QuakeML. Fornisce una libreria di classi per la gestione e il calcolo del catalogo dei terremoti e delle routine per la visualizzazione dei risultati. QuakePy è software libero e si basa su altri strumenti come GMT.
Sebbene QuakePy eviti l'uso di qualsiasi software proprietario, molti strumenti per Python consentono un ambiente di lavoro simile a MATLAB, ad esempio IPython.